# Ciungi
Il fiume Ciungi è un affluente del fiume Trotuș in Romania.